# Kreis Karl-Marx-Stadt-Land
Der Kreis Karl-Marx-Stadt-Land (zu Beginn und Ende kurzzeitig Kreis Chemnitz-Land) war ein Landkreis im Bezirk Karl-Marx-Stadt der DDR. Von 1990 bis 1994 bestand er als Landkreis Chemnitz im Land Sachsen fort. Sein Gebiet gehört heute zur kreisfreien Stadt Chemnitz, zum Landkreis Mittelsachsen, zum Erzgebirgskreis, sowie zum Landkreis Zwickau in Sachsen.

## Geographie

### Lage
Der Kreis befand sich am Nordrand des Erzgebirges und umschloss kragenförmig den Stadtkreis Karl-Marx-Stadt.

### Nachbarkreise
Der Kreis Karl-Marx-Stadt-Land grenzte im Uhrzeigersinn im Nordwesten beginnend an die Kreise Rochlitz, Hainichen, Flöha, Stadtkreis Karl-Marx-Stadt, Zschopau, Stollberg, Hohenstein-Ernstthal und Glauchau.

### Landschaft
Der westliche und östliche Teil des Landkreises lag im Erzgebirgischen Becken. Diese Landschaft zwischen Zwickau und Karl-Marx-Stadt stellte nicht, wie der Name vermuten lässt, ein durchgehendes Becken dar. Das Hügelland wurde westlich von Karl-Marx-Stadt von den Muldentälern der Würschnitz und des Kappelbachs gegliedert. In den Tälern lagen Industrieorte, auf den Höhenrücken überwog das Ackerland gegenüber dem Wald. Das galt auch für die lehmigen und lehmig-sandigen Hochflächen im Südteil des Landkreises, die dem Niederen Westerzgebirge angehörten. Hier erreichte der Landkreis im Kemtauer Felsen (583 m) seinen höchsten Punkt. In einem engen und meist steilwandigen Tal durchfloss die Zwönitz das Landschaftsschutzgebiet Kemtauer Wald. Bereits zwischen 1890 und 1893 wurde bei Einsiedel eine Talsperre zur Trinkwasserversorgung von Chemnitz angelegt.
Der nördliche Teil des Landkreises gehörte zum Mittelsächsischen Lößlehmgebiet. Waldreste sind hier nur an den Talhängen der Flüsse erhalten. Eine Ausnahme bildete das bewaldete Landschaftsschutzgebiet Rabensteiner Wald-Pfaffenberg mit dem 483 m hohen Totenstein. Die Chemnitz durchbrach das Gebirge in einem engen Tal, in dem unterhalb von Markersdorf das Landschaftsschutzgebiet Schweizertal lag.

## Geschichte
Bereits 1874 war im Königreich Sachsen die Amtshauptmannschaft Chemnitz eingerichtet worden, die 1939 in Landkreis Chemnitz umbenannt wurde. Der Landkreis Chemnitz gehörte nach 1945 zum Land Sachsen und somit seit 1949 zur DDR.
Am 25. Juli 1952 kam es in der DDR zu einer umfassenden Kreisreform, bei der unter anderem die Länder ihre Bedeutung verloren und neue Bezirke gegründet wurden. Teile des Landkreises Chemnitz fielen an den neuen Kreis Stollberg. Aus dem verbleibenden Kreisgebiet wurde zusammen mit einem Teil des Landkreises Rochlitz der Kreis Chemnitz-Land (1953 umbenannt in Kreis Karl-Marx-Stadt-Land) gebildet. Er wurde dem Bezirk Chemnitz (1953 umbenannt in Bezirk Karl-Marx-Stadt) zugeordnet, Kreissitz wurde die Stadt Chemnitz (1953 umbenannt in Karl-Marx-Stadt).
Der alte Landkreis Chemnitz gab 1952 folgende Gemeinden ab:
- die Gemeinde Oberlichtenau an den neuen Kreis Flöha
- die Gemeinde Wüstenbrand an den neuen Kreis Hohenstein-Ernstthal
- 14 Gemeinden an den neuen Kreis Stollberg:

Auerbach, Brünlos, Dorfchemnitz, Gornsdorf, Günsdorf, Hormersdorf, Jahnsdorf, Leukersdorf, Meinersdorf, Niederdorf, Pfaffenhain, Stollberg, Thalheim und Ursprung.
22 Gemeinden des alten Landkreises Chemnitz kamen zum neuen Kreis Chemnitz-Land:
Adorf, Altenhain, Auerswalde, Bräunsdorf, Burkhardtsdorf, Dittersdorf, Einsiedel, Euba, Garnsdorf, Grüna, Kändler, Kemtau, Klaffenbach, Kleinolbersdorf, Limbach-Oberfrohna, Mittelbach, Neukirchen/Erzgeb., Niederfrohna, Pleißa, Röhrsdorf und Wittgensdorf.
Dazu kamen 7 Gemeinden aus dem alten Landkreis Rochlitz:
Burgstädt, Hartmannsdorf, Helsdorf, Köthensdorf-Reitzenhain, Mohsdorf, Mühlau und Taura.
Die Stadt (Stadtkreis), der Kreis (Landkreis) und der Bezirk Chemnitz wurden am 10. Mai 1953 in Karl-Marx-Stadt umbenannt, die Rückbenennung erfolgte zu Jahresbeginn 1990.
Besonders Umgliederungen aus anderen Kreisen trugen zu einer Erhöhung der Gemeindeanzahl bei, die bei Kreisauflösung 31 war:
- 4. Dezember 1952 – Umgliederung von Claußnitz, Diethensdorf und Markersdorf b. Burgstädt aus dem Kreis Rochlitz in den Kreis Chemnitz-Land
- 4. Dezember 1952 – Umgliederung von Niederlichtenau und Oberlichtenau aus dem Kreis Flöha in den Kreis Chemnitz-Land
- 1. Januar 1967 – Umgliederung von Merzdorf aus dem Kreis Hainichen und Eingliederung in die Gemeinde Niederlichtenau
- 1. Januar 1974 – Eingliederung von Helsdorf in die Stadt Burgstädt
- 1. April 1974 – Zusammenschluss von Kleinolbersdorf und Altenhain zur neuen Gemeinde Kleinolbersdorf-Altenhain
- 1. Januar 1994 – Zusammenschluss von Niederlichtenau und Oberlichtenau zur neuen Gemeinde Lichtenau
- 1. März 1994 – Eingliederung von Diethensdorf und Markersdorf b. Burgstädt in die Gemeinde Claußnitz

Am 17. Mai 1990 wurde der Kreis Chemnitz-Land in Landkreis Chemnitz umbenannt. Anlässlich der Wiedervereinigung der beiden deutschen Staaten wurde der Landkreis im Oktober 1990 dem wiedergegründeten Land Sachsen zugesprochen. Bei der ersten sächsischen Kreisreform ging er am 1. August 1994 in den neuen Landkreisen Chemnitzer Land (mit acht Gemeinden) und Mittweida (mit neun Gemeinden) auf. Die südlichen Orte wurden dem Landkreis Stollberg bzw. der Stadt Chemnitz angegliedert.

### Einwohnerentwicklung
| Jahr      | 1971    | 1981    | 1989   |
| Einwohner | 122.411 | 107.591 | 99.126 |

## Wirtschaft
Der Landkreis Karl-Marx-Stadt war sehr stark industrialisiert. Rund drei Viertel der Industriebeschäftigten arbeiteten in der Textilindustrie. Die bedeutendsten Industrieorte waren Burgstädt und Limbach-Oberfrohna. Erst der verhältnismäßig späte Eisenbahnanschluss 1872 von Burgstädt durch die Haupteisenbahnlinie Leipzig-Chemnitz förderte eine größere Industrialisierung in der Stadt. Die Industrie Burgstädts umfasste den Textilmaschinenbau, die Metallwarenherstellung, die Feinspinnerei sowie die Trikotagen-Handschuh-, Nahrungsmittel- und Kartonagenherstellung. Ein ähnliches Produktionsprofil kennzeichnete Limbach-Oberfrohna und die umliegenden Gemeinden. 1872 erhielt die Stadt durch eine Stichbahn den Anschluss an das Eisenbahnnetz. Heinrich Mauersberger entwickelte 1946–1949 in Limbach-Oberfrohna das nähwirktechnische Verfahren «Malimo» (Mauersberger-Limbach-Moltongewebe, ein neues textiles Fertigfabrikat sowie Herstellungsverfahren), das seit 1954 zu einer Umwälzung in der Textilindustrie der DDR führte. In Mühlau bei Burgstädt wurde 1826 die erste Dampfmaschine in der sächsischen Textilindustrie aufgestellt.

## Verkehr
Der Nahverkehr des Landkreises war auf Karl-Marx-Stadt ausgerichtet. Pendlerströme und Fernverkehr benutzten sieben sternförmig auf Karl-Marx-Stadt zulaufende Fernverkehrs- und fünf Landstraßen. Gleichermaßen führen auch sieben Eisenbahnlinien durch den Landkreis in die Bezirksstadt. Über die Anschlussstellen Wüstenbrand, Rabenstein-Karl-Marx-Stadt und Karl-Marx-Stadt-Nord war der westliche und nördliche Landkreis an die Autobahn Hermsdorfer Kreuz – Dresden sowie über den Anschluss Karl-Marx-Stadt-Süd an die Autobahn nach Plauen angeschlossen.

## Bevölkerungsdaten
Bevölkerungsübersicht aller 31 Gemeinden des Kreises, die 1990 in das wiedergegründete Land Sachsen kamen.
| AGS      | Gemeinde                  | Einwohner       | Einwohner         | Fläche (ha)       |
| AGS      | Gemeinde                  | 3. Oktober 1990 | 31. Dezember 1990 | 31. Dezember 1990 |
| 14018010 | Adorf/Erzgeb.             | 1 457           | 1 409             | 672               |
| 14018030 | Auerswalde                | 2 283           | 2 275             | 1 167             |
| 14018040 | Bräunsdorf                | 1 114           | 1 110             | 696               |
| 14018050 | Burgstädt, Stadt          | 12 609          | 12 495            | 2 027             |
| 14018060 | Burkhardtsdorf            | 3 924           | 3 899             | 1 028             |
| 14018070 | Claußnitz                 | 1 980           | 1 992             | 1 096             |
| 14018080 | Diethensdorf              | 507             | 505               | 490               |
| 14018090 | Dittersdorf               | 1 973           | 1 963             | 1 184             |
| 14018100 | Einsiedel                 | 3 194           | 3 167             | 1 093             |
| 14018110 | Euba                      | 1 199           | 1 193             | 1 173             |
| 14018120 | Garnsdorf                 | 654             | 657               | 651               |
| 14018130 | Grüna                     | 4 529           | 4 536             | 1 381             |
| 14018140 | Hartmannsdorf             | 4 851           | 4 820             | 1 028             |
| 14018160 | Kändler                   | 1 576           | 1 533             | 315               |
| 14018170 | Kemtau                    | 1 548           | 1 545             | 596               |
| 14018180 | Klaffenbach               | 1 830           | 1 821             | 864               |
| 14018190 | Kleinolbersdorf-Altenhain | 1 321           | 1 316             | 1 308             |
| 14018200 | Köthensdorf-Reitzenhain   | 819             | 813               | 449               |
| 14018210 | Limbach-Oberfrohna, Stadt | 22 323          | 22 324            | 1 580             |
| 14018220 | Markersdorf b. Burgstädt  | 1 276           | 1 261             | 525               |
| 14018230 | Mittelbach                | 1 536           | 1 528             | 694               |
| 14018240 | Mohsdorf                  | 952             | 946               | 520               |
| 14018250 | Mühlau                    | 2 205           | 2 201             | 808               |
| 14018260 | Neukirchen/Erzgeb.        | 5 287           | 5 300             | 1 340             |
| 14018270 | Niederfrohna              | 2 332           | 2 304             | 1 010             |
| 14018280 | Niederlichtenau           | 1 348           | 1 337             | 1 139             |
| 14018290 | Oberlichtenau             | 1 135           | 1 096             | 376               |
| 14018300 | Pleißa                    | 2 022           | 1 971             | 722               |
| 14018310 | Röhrsdorf                 | 2 422           | 2 411             | 1 217             |
| 14018320 | Taura b. Burgstädt        | 2 204           | 2 188             | 663               |
| 14018330 | Wittgensdorf              | 5 108           | 5 061             | 1 254             |
| 14018    | Landkreis Chemnitz        | 97 518          | 96 977            | 29 069            |

## Kfz-Kennzeichen
Den Kraftfahrzeugen (mit Ausnahme der Motorräder) und Anhängern wurden von etwa 1974 bis Ende 1990 (da bereits als Landkreis Chemnitz) dreibuchstabige Unterscheidungszeichen, die mit den Buchstabenpaaren TJ, TK, TL, TM, XJ, XK, XL und XM begannen, zugewiesen. Die letzte für Motorräder genutzte Kennzeichenserie war XX 00-01 bis XX 99-99.